# Bodil Jönsson
Bodil Agneta Jönsson, (Helsingborg, 12 de setembre de 1942) a Helsingborg, és una física i escriptora sueca. És professora emèrita i ha estat treballant en el departament de tecnologia de rehabilitació en la Universitat de Lund, Certec, des de 1993.

## Biografia
Després de la llicenciatura el 1960 en la institució d'educació superior a Halmstat, Bodil Jönsson es va llicenciar en filosofia amb les principals assignatures de matemàtiques i física en la en 1963, se formó en la Escuela de Enseñanza de Malmö el 1968-69 y defendió su doctorado en física en la Universidad de Tecnología de Lund el 1972.
Va ser una de les iniciadores del Departament de Tecnologia de Rehabilitació de la Universitat de Lund en 1987. Abans d'unir-se a Jönsson com a professora per a aquest any 1999, va ser professora principal per al departament entre 1993-97 i professor ajudant de 1997 a 1999. Ve tenir el càrrec de secretària en cap de la delegació ambiental Västra Skåne en 1989-90 i va ser experta en el comitè de currículum parlamentari el 1991. Al 2002, Bodil Jönsson es va convertir en doctor honoris causa de la Facultat d'Educació de la Universitat de Gotemburg.
Per un públic més ampli, Jönsson és més coneguda a través del programa de televisió Fråga Lund, on responia preguntes sobre física, els llibres Tio tankar om tid (1999) y När horisonten flyttar sig – att bli gammal i en ny tid (2011) i com amfitriona para els programes Sommar en Ràdio P1 de Suècia el 13 d'agost de 1991, 13 d'agost de 1992 i 21 de juny de 1996 i Vinter en la mateixa cadena de ràdio l'1 de gener de 2010 i el 31 de desembre de 2013.

## Llibres
- 1999 Tio tankar om tid
- 2000 Den obändiga söklusten (tills.m. Karin Rehman)
- 2001 Tankekraft
- 2002 I tid och otid
- 2003 På tal om fysik
- 2004 Vunnet & försvunnet, Om rytmen i livet
- 2005 Människonära design
- 2005 Hjälper medicinen? (tills.m. Stefan Carlsson och Eva Fernvall)
- 2006 Guld
- 2007 Tio tankar om mat (tills.m. Håkan Jönsson)
- 2008 Vi lär som vi lever
- 2009 Tio år senare – tio tankar om tid
- 2011 När horisonten flyttar sig – att bli gammal i en ny tid
- 2012 Tid för det meningsfulla
- 2014 Silver

## Premis i distincions
- 1988: Premi educatiu de la Universitat de Lund.
- 1990: El professor d'Iwan Bolin d'enguany.
- 1991: Educador de persones de l'any (Ciència i Educació Popular)
- 1992: El Premi [Rosen | Ruboritzin] (FRN)
- 1993: Gran premi de discurs de Telia.
- 1996: Dona professional de l'any.
- 1996: Premi Lund de The Environmental Library The Fruit of Knowledge.
- 1997: Medalla HM King de la vuitena [grossària | mida | grandària | importància] [a | en] la banda de Seraphim Order.
- 1999: el gran premi de KTH
- 1999: Suport de llibres, premi del Centre de Personal i Desenvolupament.
- 2000: membre honorari Boelspexarna
- 2000: La dona de l'economia d'enguany.
- 2001: ITQ 's Premi
- 2001: Educador popular de l'any
- 2002: Doctor honoris causa [a | en] la Facultat de Ciències de l'Educació de la Universitat de Gotemburg
- 2003: Premi cultural de la regió d'Halland.
- 2003: Excel·lent Pràctica Docent, acadèmia educativa LTH.
- 2006: Premi Göran
- 2007: Gran premi de STIMDI
- 2012: Sènior 2011 de l'any.
- 2013: Medalla d'or de la Reial Acadèmia d'Enginyeria.
- 2016: Premio a la memoria de Tage Danielsson.[3]